# ساكاموتو كيو
ساكاموتو كيو (باليابانية: 坂本 九) (الاسم عند الولادة هو هيساشي أوشيما 大島九) أوشيما هو اسم العائلة (10 ديسمبر 1941 - 12 أغسطس 1985) كان مغني وممثل ياباني.
ولد في كاواساكي، محافظة كاناغاوا كأصغر تسع أخوة، واسمه «كيو» يعني العدد تسعة.
من أشهر أغاني كيو هي أغنية «أوه وو مويته أروكو» (سأمشي مرفوع الرأس) والشهيرة في الولايات المتحدة باسم «سوكي ياكي».
توفي كيو في 12 أغسطس 1985 في حادثة تحطم رحلة الخطوط الجوية اليابانية 123.

## روابط خارجية
- ساكاموتو كيو على موقع IMDb (الإنجليزية)
- ساكاموتو كيو على موقع ألو سيني (الفرنسية)
- ساكاموتو كيو على موقع ميوزك برينز (الإنجليزية)
- ساكاموتو كيو على موقع أول ميوزيك (الإنجليزية)
- ساكاموتو كيو على موقع ديسكوغز (الإنجليزية)
- ساكاموتو كيو على موقع قاعدة بيانات الفيلم (الإنجليزية)
- ساكاموتو كيو على موقع ليتربوكسد (الإنجليزية)
- ساكاموتو كيو على موقع كينوبويسك (الروسية)
- ساكاموتو كيو على موقع ANN person (الإنجليزية)